# George Paterson (Jurist)
Sir George Mutlow Paterson, OBE, (* 3. Dezember 1906 in St. George’s, Grenada; † 24. Januar 1996) war ein britischer Jurist und Kolonialbeamter.

## Leben und Karriere
Paterson wurde als Sohn eines Kolonialarztes geboren und stammte in direkter Linie von George Paterson (1761–1852) ab, der 1784 aus dem schottischen Aberdeen nach Grenada übergesiedelt war und zweimal als Vizegouverneur der Kolonie diente. Eine verwandtschaftliche Beziehung bestand außerdem zum ehemaligen Erzbischof von Glasgow John Paterson. Paterson besuchte die Grenada Boys’ School und erhielt 1924 ein Stipendium, sodass er anschließend am St John’s College der University of Cambridge Geschichte studierte. Hiernach trat Paterson in den Colonial Service ein und arbeitete ab 1929 in der Kolonialverwaltung Nigerias. Nachdem er 1933 von der Inner Temple zur Anwaltschaft zugelassen, wurde Paterson 1936 zunächst zum Friedensrichter in Nigeria ernannt und 1938 als Crown Counsel nach Tanganjika versetzt. Mit Beginn des Zweiten Weltkriegs 1939 schloss er sich dem 6. Regiment der King’s African Rifles an und wurde im folgenden Jahr bei Namuruputh (Äthiopien) verwundet. Als Oberstleutnant (Lt-Col) wurde Paterson 1946 zum Order of the British Empire (OBE) der militärischen Abteilung ernannt. Im gleichen Jahr erfolgte die Ernennung zum Solicitor General Tanganjikas, 1949 wurde Paterson zum Attorney General von Sierra Leone bestellt. Nach fünf Jahren in dieser Position – 1950 wurde er außerdem zum Kronanwalt (QC) – folgte 1954 die Berufung zum Attorney General der Goldküste. Dort wohnte er im März 1957 den Feierlichkeiten zur Unabhängigkeit bei. Er war Kwame Nkrumah gegenüber wohlgesonnen, nachdem dieser jedoch eine Gruppe politischer Gegner abschieben wollte und Paterson auf die Illegalität dieser Aktion bestand, folgte seine Entlassung. Sein Nachfolger wurde Geoffrey Bing. Paterson wurde noch im gleichen Jahr Chief Justice in Nordrhodesien, an die Verhandlung von Mordfällen und die Verhängung der Todesstrafe konnte er sich nach eigener Aussage wegen des zermürbenden Prozesses und des erschütternden Ergebnisses nie gewöhnen. Im Juli 1959 wurde er zum Ritter geschlagen (Knight Bachelor) und kehrte zwei Jahre später nach Großbritannien zurück. Seinen Ruhestand verbrachte Paterson im südenglischen Dorset, dort unterstützte er die Conservative Party (Tories) sowie die anglikanische Kirche und widmete sich der Genealogie.
Paterson heiratete 1935 die Tochter des Leiters der London Fire Brigade, Audrey Morris. Das Ehepaar hatte einen Sohn (Nicholas George) und zwei Töchter (Anita und Jane). Tochter Jane heiratete später den Kunsthistoriker und Leiter der National Galleries of Scotland, Sir Timothy Clifford. In seiner Freizeit spielte Paterson Tennis und Polo, zudem übte er das Angeln aus. In einem von The Herald veröffentlichten Nachruf wurde Paterson, der zeitlebens stolz auf seine schottischen Wurzeln war, wie folgt beschrieben: „eine große, schlanke und aufrechte Statur mit hellem Haar und stechenden blauen Augen, bescheiden und Fremden gegenüber zurückhaltend, aber mit einem herrlichen Sinn für Humor, wenn er entspannt war“.